# Ласло Лахош
Пал Беренди (мађ. Berendy Pál; Балашађармат, 17. јануар 1933 — 20. септембар 2004)је био мађарски фудбалски репрезентативац који је играо на позицији нападача који је био члан репрезентације Мађарске на Светском првенству у фудбалу 1958. године. Међутим, никада није одиграо утакмицу за А репрезентацију Мађарске. Лахош је рођен у Балашађармату у Мађарској. Од мађарских клубова играо је за Шалготарјан и за Татабању.

## Каријера

### Клуб
Основе спорта је научио у Шалготарјану и овде је постао фудбалер мађарске Прве лиге. Године 1956. прелази у Татабања Бањас.

### Репрезентација
Године 1958. постао је репрезентативац који је путовао на Светско првенство, али због слабијег вида (уметног ока) био је у другом плану и није добио прилику да игра на Светском првенству.